# 佐藤由佳
佐藤 由佳（さとう ゆか、1999年9月18日 - ）は、日本の女子バスケットボール選手である。ポジションはシューティングガード。WリーグのENEOSサンフラワーズ所属。

## 来歴
福島県出身。
郡山商業高校で全国大会を経験後、筑波大に進み、インカレ3位となる。
卒業後の2022年、ENEOSサンフラワーズに加入。